# Friedersdorf (Spree)
Friedersdorf is een plaats in de Duitse deelstaat Saksen, en maakt sinds de gemeentelijke herindeling van 1 januari 2008 deel uit van de gemeente Neusalza-Spremberg.
Friedersdorf telt 1.424 inwoners.